# 美国空军特战部队
美国空军特战部队（英语：Air Force Special Warfare，简称AFSPECWAR），是专门在敌对、拒止和政治敏感环境下应用空中力量的美国空军地面战斗部队。空军特战部队的核心是两个职业领域，分别是特战军官职业领域和特战士兵职业领域。其中，特战军官职业领域包含特种战术部队军官、战术空军指挥控制队军官、战斗救援行动军官三个职业；特战士兵职业领域包含伞降救援队员、战斗空管员、战术空军指挥控制队员、特种侦察员四个职业。这些空军特战官兵以任务为导向，在战斗支援人员和后勤保障人员的支持下，形成三种特殊的美国空军地面战斗部队：属于空军常规部队的守护天使部队、战术空军指挥控制队部队和属于空军特种作战司令部的特种战术部队。这些部队为空军和联合部队提供全球介入、精确打击、人员营救能力。

## 职业
美国空军于2019年10月31日建立特战士兵职业领域，空军专业代码（AFSC）为1Z，包含四个职业；2020年4月30日建立特战军官职业领域，空军专业代码为19ZXX，包含三个职业。

### 特战士兵职业领域（1Z）
- AFSC 1Z1X1， 伞降救援队员（Pararescue，简称PJ）
- AFSC 1Z2X1， 战斗空管员（英语：United States Air Force Combat Control Team）（Combat Control，简称CCT）
- AFSC 1Z3X1， 战术空军指挥控制队员（英语：United States Air Force Tactical Air Control Party）（Tactical Air Control Party，简称TACP）
- AFSC 1Z4X1， 特种侦察员（Special Reconnaissance，简称SR）

### 特战军官职业领域（19ZXX）
特战军官职业领域三个职业的职业代码分别以A、B、C三个字母作为尾码表示：
- AFSC 19ZXA， 特种战术部队军官（Special Tactics Officer，简称STO）
- AFSC 19ZXB， 战术空军指挥控制队军官（Tactical Air Control Party Officer，简称TACPO）
- AFSC 19ZXC， 战斗救援行动军官（Combat Rescue Officer，简称CRO）

## 部队
美国空军特战部队由守护天使部队（Guardian Angel，简称GA）、战术空军指挥控制队部队（Tactical Air Control Party，简称TACP）和特种战术部队（Special Tactics，简称ST）组成，其中前二者属于空军常规地面战斗部队，特种战术部队属于空军特种作战地面战斗部队。此外，还有一个负责空军特战部队官兵选拔与培训的特战训练联队（Special Warfare Training Wing，简称SWTW），隶属于空军教育与训练司令部。

### 守护天使部队
单位名称后带有缩写的为守护天使部队。
- 美国空军战斗司令部
  -  第15航空队（英语：Fifteenth Air Force）
    -  第23联队（英语：23rd Wing）
      -  第347救援大队（英语：347th Rescue Group）
        -  第38救援中队（英语：38th Rescue Squadron）（38 RQS），佐治亚州穆迪空军基地

    -  第355联队（英语：355th Fighter Wing）
      -  第563救援大队（英语：563rd Rescue Group）
        -  第48救援中队（英语：48th Rescue Squadron）（48 RQS），亚利桑那州戴维斯-蒙森空军基地
        -  第58救援中队（英语：58th Rescue Squadron）（58 RQS），内华达州内利斯空军基地
        -  第68救援中队（68 RQS），亚利桑那州戴维斯-蒙森空军基地
- 美国驻欧空军暨美国非洲司令部空军
  -  第3航空队
    -  第31战斗机联队（英语：31st Fighter Wing）
      -  第31作战大队
        -  第57救援中队（英语：57th Rescue Squadron）（57 RQS），意大利弗留利-威尼斯朱利亚大区阿维亚诺空军基地
- 美国太平洋空军
  -  第5航空队
    -  第18联队（英语：18th Wing）
      -  第18作战大队（英语：18th Operations Group）
        -  第31救援中队（英语：31st Rescue Squadron）（31 RQS），日本冲绳县嘉手纳空军基地
- 美国空军国民警卫队[7]
  -  纽约空军国民警卫队（英语：New York Air National Guard）
    -  第106救援联队（英语：106th Rescue Wing）
      -  第106作战大队
        -  第103救援中队（英语：103d Rescue Squadron）（103 RQS），纽约州弗朗西斯·S·加布莱斯基空军国民警卫队基地（英语：Francis S. Gabreski Air National Guard Base）

  -  加利福尼亚空军国民警卫队（英语：California Air National Guard）
    -  第129救援联队（英语：129th Rescue Wing）
      -  第129作战大队
        -  第131救援中队（英语：131st Rescue Squadron）（131 RQS），加利福尼亚州莫菲特联邦机场（英语：Moffett Federal Airfield）

  -  阿拉斯加空军国民警卫队（英语：Alaska Air National Guard）
    -  第176联队（英语：176th Wing）
      -  第176作战大队
        -  第212救援中队（英语：212th Rescue Squadron）（212 RQS），阿拉斯加州埃尔门多夫-理查德森联合基地（英语：Joint Base Elmendorf–Richardson）
- 美国空军预备役司令部
  -  第10航空队
    -  第920救援联队（英语：920th Rescue Wing）
      -  第920作战大队
        -  第308救援中队（英语：308th Rescue Squadron）（308 RQS），佛罗里达州帕特里克太空军基地

      -  第943救援大队（英语：943rd Rescue Group）
        -  第304救援中队（英语：304th Rescue Squadron）（304 RQS），俄勒冈州波特兰空军国民警卫队基地
        -  第306救援中队（306 RQS），亚利桑那州戴维斯-蒙森空军基地

### 战术空军指挥控制队部队
单位名称后带有缩写的为战术空军指挥控制队部队，驻地省略表示该单位和上级单位驻扎同一地点。
- 美国空军战斗司令部
  -  第15航空队
    -  第93空地作战联队（英语：93rd Air-Ground Operations Wing）
      -  第3空中支援作战大队（英语：3rd Air Support Operations Group）（3 ASOG）[8]，德克萨斯州卡瓦佐斯堡
        -  第7空中支援作战中队（英语：7th Air Support Operations Squadron）（7 ASOS），德克萨斯州布利斯堡
        -  第9空中支援作战中队（英语：9th Air Support Operations Squadron）（9 ASOS）
        -  第10空中支援作战中队（10 ASOS），堪萨斯州莱利堡
        -  第13空中支援作战中队（英语：13th Air Support Operations Squadron）（13 ASOS），科罗拉多州卡森堡
        -  第803作战支援中队（803 OSS）

      -  第18空中支援作战大队（英语：18th Air Support Operations Group）（18 ASOG）[8]，北卡罗来纳州波普机场（英语：Pope Field）
        -  第14空中支援作战中队（14 ASOS）
        -  第15空中支援作战中队（15 ASOS），佐治亚州斯图尔特堡
        -  第19空中支援作战中队（19 ASOS），肯塔基州坎贝尔堡
        -  第20空中支援作战中队（20 ASOS），纽约州德拉姆堡
        -  第818作战支援中队（818 OSS）
- 美国驻欧空军暨美国非洲司令部空军
  -  第3航空队
    -  第435空地作战联队（英语：435th Air Ground Operations Wing）
      -  第4空中支援作战大队（4 ASOG）[9]，德国黑森州威斯巴登
        -  第2空中支援作战中队（英语：2d Air Support Operations Squadron）（2 ASOS），德国巴伐利亚州菲尔塞克
- 美国太平洋空军
  -  第11航空队
    -  第354战斗机联队（英语：354th Fighter Wing）
      -  第1空中支援作战大队（英语：1st Air Support Operations Group）（1 ASOG），华盛顿州刘易斯-麦科德联合基地
        -  第3空中支援作战中队（英语：3rd Air Support Operations Squadron）（3 ASOS），阿拉斯加州埃尔门多夫-理查德森联合基地
        -  第5空中支援作战中队（英语：5th Air Support Operations Squadron）（5 ASOS），华盛顿州刘易斯堡
        -  第25空中支援作战中队（英语：25th Air Support Operations Squadron）（25 ASOS），夏威夷州惠勒陆军机场

  -  第7航空队
    -  第607空中支援作战大队（607 ASOG），韩国京畿道乌山空军基地
      -  第604空中支援作战中队（英语：604th Air Support Operations Squadron）（604 ASOS），韩国京畿道汉弗莱营
- 美国空军国民警卫队[7]
  -  华盛顿空军国民警卫队（英语：Washington Air National Guard）
    -  第194联队（英语：194th Wing）
      -  第194空中支援作战大队（194 ASOG），华盛顿州穆雷营（英语：Camp Murray）
        -  第111空中支援作战中队（111 ASOS）
        -  第116空中支援作战中队（116 ASOS）

  -  印第安纳空军国民警卫队（英语：Indiana Air National Guard）
    -  第181情报联队（英语：181st Intelligence Wing）
      -  第113空中支援作战中队（英语：113th Air Support Operations Squadron）（113 ASOS），印第安纳州霍曼机场（英语：Terre Haute Regional Airport）

  -  北卡罗来纳空军国民警卫队（英语：North Carolina Air National Guard）
    -  第145空运联队（英语：145th Airlift Wing）
      -  第145战斗行动大队
        -  第118空中支援作战中队（英语：118th Air Support Operations Squadron）（118 ASOS），北卡罗来纳州新伦敦空军国民警卫队基地

  -  路易斯安那空军国民警卫队（英语：Louisiana Air National Guard）
    -  第159战斗机联队（英语：159th Fighter Wing）
      -  第122空中支援作战中队（122 ASOS），路易斯安那州博雷加德营（英语：Camp Beauregard）

  -  爱达荷空军国民警卫队（英语：Idaho Air National Guard）
    -  第124战斗机联队（英语：124th Fighter Wing）
      -  第124空中支援作战中队（124 ASOS），爱达荷州高文机场

  -  俄克拉荷马空军国民警卫队（英语：Oklahoma Air National Guard）
    -  第137特种作战联队（英语：137th Special Operations Wing）
      -  第146空中支援作战中队（英语：146th Air Support Operations Squadron）（146 ASOS），俄克拉荷马州威尔·罗杰斯空军国民警卫队基地
      -  第137战斗训练小队（137 CTF），俄克拉荷马州威尔·罗杰斯空军国民警卫队基地

  -  德克萨斯空军国民警卫队（英语：Texas Air National Guard）
    -  第147攻击机联队（英语：147th Attack Wing）
      -  第147作战大队
        -  第147空中支援作战中队（英语：147th Air Support Operations Squadron）（147 ASOS），德克萨斯州艾灵顿机场联合预备役部队基地（英语：Ellington Field Joint Reserve Base）

  -  宾夕法尼亚空军国民警卫队（英语：Pennsylvania Air National Guard）
    -  第193特种作战联队（英语：193rd Special Operations Wing）
      -  第193地区支援大队
        -  第148空中支援作战中队（148 ASOS），宾夕法尼亚州印第安敦盖普堡（英语：Fort Indiantown Gap）

  -  佐治亚空军国民警卫队（英语：Georgia Air National Guard）
    -  第165空运联队（英语：165th Airlift Wing）
      -  第165空中支援作战中队（英语：165th Air Support Operations Squadron）（165 ASOS），佐治亚州萨凡纳空军国民警卫队基地（英语：Savannah/Hilton Head International Airport）

  -  伊利诺伊空军国民警卫队（英语：Illinois Air National Guard）
    -  第182空运联队（英语：182nd Airlift Wing）
      -  第182空中支援作战大队（182 ASOG），伊利诺伊州皮奥里亚空军国民警卫队基地（英语：Peoria Air National Guard Base）
        -  第168空中支援作战中队（168 ASOS）
        -  第169空中支援作战中队（169 ASOS）

  -  新泽西空军国民警卫队（英语：New Jersey Air National Guard）
    -  第177战斗机联队（英语：177th Fighter Wing）
      -  第177作战大队
        -  第227空中支援作战中队（227 ASOS），新泽西州大西洋城空军国民警卫队基地

  -  密西西比空军国民警卫队（英语：Mississippi Air National Guard）
    -  第186空中加油联队（英语：186th Air Refueling Wing）
      -  第238空中支援作战中队（238 ASOS），密西西比州基菲尔德空军国民警卫队基地（英语：Meridian Regional Airport）

  -  纽约空军国民警卫队
    -  第107攻击机联队（英语：107th Attack Wing）
      -  第107作战大队
        -  第274空中支援作战中队（英语：274th Air Support Operations Squadron）（274 ASOS），纽约州汉考克机场空军国民警卫队基地

  -  堪萨斯空军国民警卫队（英语：Kansas Air National Guard）
    -  第184联队（英语：184th Wing）
      -  第184地区支援大队
        -  第284空中支援作战中队（284 ASOS），堪萨斯州斯莫基希尔空军国民警卫队靶场（英语：Smoky Hill Air National Guard Range）

### 特种战术部队
单位名称后带有缩写的为特种战术部队，驻地省略表示该单位和上级单位驻扎同一地点。
- 美国空军特种作战司令部
  -  第24特种作战联队（24 SOW），佛罗里达州赫尔伯特机场（英语：Hurlburt Field）
    -  第720特种战术大队（英语：720th Special Tactics Group）（720 STG）
      -  第21特种战术中队（英语：21st Special Tactics Squadron）（21 STS），北卡罗来纳州波普机场
      -  第22特种战术中队（英语：22nd Special Tactics Squadron）（22 STS），华盛顿州刘易斯-麦科德联合基地
      -  第23特种战术中队（英语：23rd Special Tactics Squadron）（23 STS）
      -  第26特种战术中队（英语：26th Special Tactics Squadron）（26 STS），新墨西哥州坎农空军基地
      -  第720作战支援中队（720 OSS）

    -  第724特种战术大队（英语：724th Special Tactics Group）（724 STG），北卡罗来纳州波普机场
      -  第17特种战术中队（英语：17th Special Tactics Squadron）（17 STS），佐治亚州摩尔堡
      -  第24特种战术中队（英语：24th Special Tactics Squadron）（24 STS）
      -  第724作战支援中队（724 OSS）

    -  特种战术训练中队（STTS）

  -  第353特种作战联队（英语：353rd Special Operations Wing）
    -  第320特种战术中队（英语：320th Special Tactics Squadron）（320 STS），日本冲绳县嘉手纳空军基地

  -  第352特种作战联队（英语：352nd Special Operations Wing）
    -  第752特种作战大队（英语：752nd Special Operations Group）
      -  第321特种战术中队（英语：321st Special Tactics Squadron）（321 STS），英国萨福克郡英国皇家空军米尔登霍尔基地
- 美国空军国民警卫队[7]
  -  肯塔基空军国民警卫队（英语：Kentucky Air National Guard）
    -  第123空运联队（英语：123rd Airlift Wing）
      -  第123作战大队
        -  第123特种战术中队（英语：123rd Special Tactics Squadron）（123 STS），肯塔基州路易维尔空军国民警卫队基地

  -  俄勒冈空军国民警卫队（英语：Oregon Air National Guard）
    -  第142联队（英语：142nd Fighter Wing）
      -  第142作战大队
        -  第125特种战术中队（英语：125th Special Tactics Squadron）（125 STS），俄勒冈州波特兰空军国民警卫队基地

### 特战训练联队
驻地省略表示该单位和上级单位驻扎同一地点。
- 美国空军教育与训练司令部
  -  第2航空队
    -  特战训练联队（SWTW），德克萨斯州圣安东尼奥联合基地-拉克兰空军基地
      -  特战训练大队（SWTG）
        -  第350特战训练中队（350 SWTS），负责选拔与基础培训
          -  第350特战训练中队第1分遣队（Det 1, 350 SWTS），负责空军战斗潜水课程（英语：United States Air Force Combat Dive Course），佛罗里达州巴拿马城海军支援设施（英语：Naval Support Activity Panama City）
          -  第350特战训练中队A工作站（OL-A, 350 SWTS），负责空降课程（英语：United States Army Airborne School）、探路者课程（英语：United States Army Pathfinder School）、游骑兵课程，佐治亚州本宁堡
          -  第350特战训练中队B工作站（OL-B, 350 SWTS），负责军事自由落体跳伞课程（英语：Military Freefall Parachutist Badge #Training），亚利桑那州尤马

        -  第351特战训练中队（351 SWTS），负责战斗救援行动军官和伞降救援队员的专业培训，新墨西哥州科特兰空军基地（英语：Kirtland Air Force Base）
        -  第352特战训练中队（352 SWTS），负责特种战术部队军官、战斗空管员和特种侦察员的专业培训，北卡罗来纳州波普机场
          -  第352特战训练中队第1分遣队（Det 1, 352 SWTS），负责空中交通管制课程，密西西比州基斯勒空军基地（英语：Kirtland Air Force Base）

        -  第353特战训练中队（353 SWTS），负责战术空军指挥控制队官兵的专业培训
        -  特战训练支援中队（SWTSS）

## 已知裝備

### 個人武器

#### 手槍
| 武器名稱 | 原產地 | 備註                                    |
| -------- | ------ | --------------------------------------- |
| M9       | 義大利 | 逐步淘汰中                              |
| 格洛克17 | 奥地利 | 包括第4及第5代型號                      |
| 格洛克19 | 奥地利 | 包括第4及第5代型號                      |
| M18      | 美国   | -                                       |
| HK45CT   | 德国   | 命名為“Mk 24”，由第24特種戰術中隊所使用 |

#### 衝鋒槍
| 武器名稱     | 原產地 | 備註                             |
| ------------ | ------ | -------------------------------- |
| IMI烏茲      | 以色列 | 由第24特種戰術中隊所使用；已退役 |
| MAC M-10     | 美国   | 由第24特種戰術中隊所使用；已退役 |
| HK MP5A3／A5 | 德国   | 由第24特種戰術中隊所使用；已退役 |
| HK MP7A1     | 德国   | 由第24特種戰術中隊所使用         |

#### 突擊步槍／戰鬥步槍
| 武器名稱         | 原產地 | 備註                                                                        |
| ---------------- | ------ | --------------------------------------------------------------------------- |
| CAR-15系列       | 美国   | 已退役                                                                      |
| M4A1             | 美国   | 現時主力步槍之一                                                            |
| CQBR             | 美国   | 現時主力步槍之一，命名為“Mk 18”，現時採用版本為“Mk 18 Mod 1”及“Mk 18 URG-I” |
| FN SCAR L／H     | 比利时 | 分別命名為“Mk 16”和“Mk 17”，前者目前已退役                                  |
| HK416            | 德国   | 包括衍生型HK416C                                                            |
| SIG MCX LVAW     | 美国   | 由第24特種戰術中隊所使用                                                    |
| SIG MCX Spear LT | 美国   | -                                                                           |

#### 狙擊步槍
| 武器名稱    | 原產地 | 備註   |
| ----------- | ------ | ------ |
| Mk 11 Mod 0 | 美国   | 已退役 |
| Mk 12       | 美国   | 已退役 |
| M110 SASS   | 美国   | -      |
| Mk 22 ASR   | 美国   | -      |

#### 輕機槍／通用機槍
| 武器名稱 | 原產地 | 備註   |
| -------- | ------ | ------ |
| M60      | 美国   | 已退役 |
| M249 SAW | 美国   | -      |
| Mk 46    | 美国   | -      |
| M240B    | 美国   | -      |

#### 霰彈槍
| 武器名稱 | 原產地 | 備註     |
| -------- | ------ | -------- |
| M870     | 美国   | 破門用途 |

#### 榴彈發射器
| 武器名稱 | 原產地      | 備註                                            |
| -------- | ----------- | ----------------------------------------------- |
| M203     | 美国        | 下掛在M4A1上，已退役                            |
| FN EGLM  | 比利时      | 命名為“Mk 13”，可下掛在FN SCAR L／H上或單獨使用 |
| M320     | 德国 · 美国 | 可下掛在M4A1上或單獨使用                        |

### 個人裝備
- 作戰服
  -  美國林地迷彩（英语：U.S. Woodland）（已退役）
  -  沙漠迷彩制服（英语：Desert Camouflage Uniform）（已退役）
  -  陸軍作戰服（通用迷彩樣式；已退役）
  -  Crye Precision G2／G3作戰服（美國林地迷彩、AOR-1、多地形迷彩樣式）
- 戰術頭盔
  -  Protec系列（已退役）
  -  MICH-2000（已退役）
  -  MICH-2001（已退役）
  -  Ops-Core FAST Ballistic（卡其色塗裝）
  -  Ops-Core FAST Maritime（卡其色塗裝）
  -  Ops-Core FTHS（卡其色塗裝）
- 攜板背心
  -  LBT-6094（已退役）
  -  Crye Precision AVS（多地形迷彩樣式）
  -  Crye Precision JPC／JPC 2.0（多地形迷彩樣式）
- 抗噪耳機
  -  3M Peltor Comtac III
  -  Ops-Core AMP
- 夜視儀
  -  AN/PVS-31
  -  GPNVG-18（由第24特種戰術中隊所使用）
- 無線電
  -  AN/PRC-152（英语：AN/PRC-152）
- 戰鬥刀
- 各種手榴彈